# Дуброва (Смолевицький район, Курганська сільська рада)
Дуброва (біл. вёска Дуброва) — село в складі Смолевицького району Мінської області, Білорусь. Село підпорядковане Курганській сільській раді, розташоване в центральній частині області.